# Erica rivularis
Erica rivularis là một loài thực vật có hoa trong họ Thạch nam. Loài này được L.E.Davidson mô tả khoa học đầu tiên năm 1989.